# Ванина, Евгения Юрьевна
Евге́ния Ю́рьевна Ва́нина (род. 24 декабря 1957) — советский и российский индолог, доктор исторических наук, заведующая Сектором истории и культуры и ведущий научный сотрудник Центра индийских исследований Института востоковедения РАН.

## Образование
В 1984 году в Институте стран Азии и Африки при МГУ им. М. В. Ломоносова защитила кандидатскую диссертацию на тему «Городское ремесленное производство в Северной Индии XVI—XVIII вв». В 2006 году в Институте востоковедения РАН защитила докторскую диссертацию на тему «Индийское средневековье — проблемы формирования представлений о человеке и обществе, времени и пространстве».

## Избранная библиография

### Монографии
- Ванина Е. Ю. Средневековое городское ремесло Индии, XIII—XVIII вв. — М.: Наука, 1991. — 223 с. — ISBN 5020168890.
- Ванина Е. Ю. Идеи и общество в Индии XVI—XVIII вв. — М.: Наука, 1993. — 229 с. — ISBN 5020176672.
- Ванина Е. Ю. Средневековое мышление. Индийский вариант. — М.: Восточная литература, 2007. — 376 с. — 500 экз. — ISBN 9785020363267.
- Серебряков И. Д.,  Ванина Е. Ю. Голоса индийского средневековья. — М.: Едиториал УРСС, 2002. — 272 с. — 1000 экз. — ISBN 5836003629.

### Учебные пособия для вузов
- Мельянцев В. А., Родригес А. М., Ванина Е. Ю. Новая история стран Азии и Африки: Учебник для студентов вузов / Под ред. А. М. Родригеса. — М.: Гуманитарный издательский центр «Владос», 2004. — ISBN 5691012371.

### Сборники статей: редактор-составитель
- Межконфессиональные отношения в Южной Азии: прошлое и настоящее / Е. Ю. Ванина. — М.: Институт востоковедения РАН, 1998. — 133 с. — ISBN 5892820769.
- Индия. Страна и её регионы / Е. Ю. Ванина. — М.: Институт востоковедения РАН, 2000. — 358 с. — ISBN 5836000794.
- Индия: Общество, власть, реформы: Памяти Г. Г. Котовского / Е. Ю. Ванина, В. П. Кашин. — М.: Восточная литература, 2003. — 325 с. — ISBN 5020183709.
- Разговор с Мариной и Олегом Плешовыми: политические символы и реалии Южной Азии / Е. Ю. Ванина, С. Е. Сидорова, А. В. Устенко. — М.: Институт востоковедения РАН, 2010. — 690 с. — ISBN 9785892824354.

### Статьи и главы в книгах
- Ванина Е. Ю. Ценностный мир средневековья (опыт сравнения Индии и Западной Европы) // Ценностные ориентиры индийского общества. — М.: Институт Востоковедения РАН, 2003. — С. 78-111. — 208 с. — 300 экз. — ISBN 589282201X.
- Ванина Е. Ю. Поэма Алама «Мадхаванал и Камкандала». Литературный текст глазами историка // На семи языках Индостана / Составитель: Анна Суворова. — М.: Институт Востоковедения РАН, 2002. — С. 64-85. — 320 с. — 250 экз. — ISBN 5892822028.